# غريب. جدا.
غريب. جدا. (بالإنجليزية: Pretty. Odd.)‏ هو ثاني ألبوم استوديو لفرقة البوب روك الأمريكية بانيك! آت ذا ديسكو. سجل في استوديو كازينو Palms في بارادايس، نيفادا ومر بإنتاج إضافي في استديوهات آبي روود في لندن مع روب ميثس. أصدرته يوم 21 مارس 2008 شركتا Decaydance وفيولد باي رامن. يختلف الألبوم المتأثر ببوب الباروك وأعمال البيتلز وذا بيتش بويز والمتميز بموسيقى روك ذات طابع سايكدلي عن ألبوم البوب بانك «حمى لا تستطيع أن تتجاوزها» (A Fever You Can't Sweat Out) المتأثر بالتكنو والصادر سنة 2005.
انعزل أعضاء بانيك! آت ذا ديسكو في كوخ في جبال تشارلستون الريفية ليبدؤوا العمل على الألبوم، وذلك في ولايتهم الأصلية نيفادا. بعد عدم رضى أعضاء الفرقة على إنتاجها النهائي، أعادوا كتابة الألبوم من البداية وقضوا وقتا في كتابة وتسجيل «غريب. جدا» خلال الشتاء التالي. اكتمل الإنتاج بسرعة وتم تسجيل إضافي للآلات مثل الآلات الوترية والهورنات في استديوهات آبي روود. هو الألبوم الوحيد الذي ساهم فيه عازف غيتار البيس جون وولكر وآخر ألبوم يساهم فيه المغني المساند وعازف القيثارة الرئيسي ريان روس، فقد تركا كلاهما الفرقة سنة 2009 بعد صدور الألبوم بسنة.
حصل الألبوم على استقبال نقدي إيجابي عموما وعرف نقصا في المبيعات مقارنة بالألبوم السابق الذي حصل على شهادتين بلاتينيتين. قضى الألبوم 18 أسبوعا على لائحة بيلبورد 200 وحصلت الأغنية المنفردة الرئيسية للألبوم «التاسعة بعد الزوال» (Nine in the Afternoon) على شهادتين بلاتينيتين من طرف رابطة صناعة التسجيلات الأمريكية. جمع الألبوم مذ ذاك الحين جمهور متتبعين مخلص وبلغ مجموع مبيعاته 422000 نسخة سنة 2011. حصل الألبوم على شهادة بلاتينية من طرف رابطة صناعة التسجيلات الأمريكية سنة 2019.

## روابط خارجية
- غريب. جدا. على موقع ميتاكريتيك (الإنجليزية)
- غريب. جدا. على موقع أول موفي (الإنجليزية)